# Rogallach mac Uatach
Rogallach mac Uatach (mort en 649)  est un roi de Connacht issu des Uí Briúin branche des Connachta. Il est le fils de Uatu mac Áedo (mort en 600), un précédent souverain. Il accède au trône de Connacht après avoir vaincu son prédécesseur Colmán mac Cobthaig (mort en 622) des Uí Fiachrach Aidhne, qui est tué lors de la bataille de Cennbag (Cambo, Comté de Roscommon) en 622. Francis John Byrne estime qu'il est le premier membre représentatif de son sept à détenir le trône de Connacht

## Contexte
Selon Geoffrey Keating, Rogallach tue par traîtrise lors d'une rencontre le fils de son frère de peur qu'il ne revendique sa succession. Il entretient également une relation incestueuse avec sa fille à la grande consternation de son épouse Muireann, issue du Cenél Coirpri, qui s'en plaint à l'Ard ri Erenn. L'intercession de Saint Féchín de Fore (en) ne permet pas de l'écarter de sa passion scandaleuse. Selon une tradition, un jour alors qu'il chassait le cerf au javelot il blesse un animal qu'il poursuit ensuite et découvre qu'un couple d'esclaves était en train de découper l'animal qu'il avait tué. Il veut s'emparer du gibier mais les esclaves le tuent sur son coursier blanc.
En réalité son meurtrier selon les Annales de Tigernach est Máel Brigte mac Mothlachán du Corco Cullu une tribu sujette
des Ciarraige le principal groupe de population du Mag nAí, le domaine territorial des Uí Briúin.
Ses fils, nés de son union avec Muirenn du Cairpre Gabra, sont Cathal mac Rogallaig (mort en 680) qui venge sa mort ; Cellach mac Rogallaig (mort en 705), un roi de Connacht postérieur et Fergus mac Rogallaig (mort en 654) père de Muiredach Muillethan et ancêtre du Síl Muiredaig la principale lignée royale des Uí Briúin Aí.

## Sources
- (en) Francis John Byrne, Irish Kings and High-Kings, Londres, Batsford, 1973 (ISBN 0-7134-5882-8), p. 300 Tableau 20
- (en) T.W Moody, F.X. Martin, F.J. Byrne A New History of Ireland IX Maps, Genealogies, Lists. A companion to Irish History part II . Oxford University Press réédition 2011  (ISBN 9780199593064) Kings of Connacht to 1224 p. 138.
- (en) Edel Bhreathnach, The kingship and landscape of Tara, Dublin, Fours Courts Press, 2005, 536 p. (ISBN 1-85182-954-7), p. 342-343 Historical Connachta and Early Ui Neill